# 中性氢区
中性氫區（ H{\displaystyle {\rm {I}}}區）是一種由中性氫原子組成的星際雲。這些區域並不明亮，但是會輻射出21公分（1,420MHz）譜線。這條譜線的發生機率很低，所以須要有很大量的氫原子存在才能看見這條譜線。當有游離區域在前方時，H{\displaystyle {\rm {I}}}區會與擴張的游離氣體（像是電離氫區）碰撞，而只要被游離的區域達到H{\displaystyle {\rm {I}}}區的10-4（也就是一萬個中有一個），發出的光就會比21公分波更為明亮。 
使用電波望遠鏡描繪H{\displaystyle {\rm {I}}}的輻射是用來測量螺旋星系漩渦臂的一種技術，也可以用來描繪星系之間的交互作用造成的重力擾動。當兩個星系發生碰撞時，如同繩索般被抽離出來的物質，讓天文學家可以測量星系是如何移動的。